# Márk Balaska
Márk Balaska (Budapest, 25 de septiembre de 1996) es un deportista húngaro que compite en piragüismo en la modalidad de aguas tranquilas.
Ganó tres medallas en el Campeonato Mundial de Piragüismo entre los años 2017 y 2019, y dos medallas en el Campeonato Europeo de Piragüismo, en los años 2017 y 2018.

## Palmarés internacional
| Campeonato Mundial | Campeonato Mundial          | Campeonato Mundial | Campeonato Mundial |
| Año                | Lugar                       | Medalla            | Competición        |
| ------------------ | --------------------------- | ------------------ | ------------------ |
| 2017               | Račice (República Checa)    | Medalla de oro     | K2 200 m           |
| 2018               | Montemor-o-Velho (Portugal) | Medalla de oro     | K2 200 m           |
| 2019               | Szeged (Hungría)            | Medalla de bronce  | K2 200 m           |
| Campeonato Europeo |                             |                    |                    |
| Año                | Lugar                       | Medalla            | Competición        |
| 2017               | Plovdiv (Bulgaria)          | Medalla de oro     | K2 200 m           |
| 2018               | Belgrado (Serbia)           | Medalla de bronce  | K2 200 m           |